# Enterosora
Enterosora, rod pravih paprati (papratnice) iz potporodice Grammitidoideae,. dio porodice Polypodiaceae, red Polypodiales. Kew ovaj rod tretira kao sinonim za Grammitis.
Rod je opisan u American Fern Journal 78(1): 2. 1988. Tipična je Enterosora campbellii Baker, brazilski endem.

## Vrste
1. Enterosora anjanaharibensis (Rakotondr.) comb.ined.
2. Enterosora asplenioides L.E.Bishop
3. Enterosora barbatula (Baker) Parris
4. Enterosora bishopii A.Rojas
5. Enterosora campbellii Baker
6. Enterosora cornuta (Lellinger) Shalisko & Sundue
7. Enterosora devoluta (Baker) Shalisko & Sundue
8. Enterosora dudleyi (L.E.Bishop) A.R.Sm. & M.Kessler
9. Enterosora ecostata (Sodiro) L.E.Bishop
10. Enterosora eminens (C.V.Morton) comb.ined.
11. Enterosora enterosoroides (Christ) A.Rojas
12. Enterosora forsythiana (Baker) Shalisko & Sundue
13. Enterosora goodmanii (Rakotondr.) Shalisko & Sundue
14. Enterosora humbertii (C.Chr.) Shalisko & Sundue
15. Enterosora insidiosa (Sloss.) L.E.Bishop
16. Enterosora longipilosa (C.Chr.) comb.ined.
17. Enterosora major (Reimers) comb.ined.
18. Enterosora mathewsii (Kunze ex Mett.) Shalisko & Sundue
19. Enterosora percrassa (Baker) L.E.Bishop
20. Enterosora rouxii (Rakotondr. & Parris) comb.ined.
21. Enterosora sectifrons (Kunze ex Mett.) Shalisko & Sundue
22. Enterosora sinuata Rakotondr. & Parris
23. Enterosora subpinnata (Baker) Shalisko & Sundue
24. Enterosora torulosa (Baker) Shalisko & Sundue
25. Enterosora trichosora (Hook.) L.E.Bishop
26. Enterosora trifurcata (L.) L.E.Bishop
27. Enterosora uluguruensis (Reimers) Rakotondr. & Parris
28. Enterosora villosissima (Hook.) Shalisko & Sundue

## Sinonimi
- Glyphotaenium (J.Sm.) J.Sm.; Hist. Fil. 187 (1875)
- Zygophlebia L.E.Bishop; Amer. Fern J. 79: 103-118 (1989)